# Carlos Chaccour
Carlos Javier Chaccour Díaz (Caracas, 1979) es un investigador y médico venezolano, afincado en España, y especialista en la enfermedad de la malaria. Realiza sus investigaciones desde el Navarra Center for International Development, del Instituto Cultura y Sociedad de la Universidad de Navarra.

## Biografía
Después de licenciarse en Medicina en la Universidad Central de Venezuela (2004), trabajó durante tres años en comunidades indígenas remotas en la Amazonía venezolana.
Al concluir su experiencia en el Amazonas, se trasladó a Londres en 2007, donde, gracias a una beca Chevening del gobierno británico, se especializó en medicina tropical, en la Escuela de Higiene y Medicina Tropical (LSHTM), dependiente de la Universidad de Londres. Allí conoció a la investigadora Julie Chaccour, con la que se casó tiempo después.
En 2011 se incorporó a la Clínica Universidad de Navarra, y posteriormente al Instituto de Salud Tropical de la Universidad de Navarra.
Su experiencia clínica le sirvió para trabajar posteriormente en Mozambique. Gracias a becas del Colegio de Médicos de Navarra y la Fundación Ramón Areces, Chaccour se desplazó al Centro de Investigación en Salud de Manhiça (CISM) para desarrollar una línea de control de vectores de malaria con ivermectina. Esta droga es ampliamente utilizada en el trópico en la lucha contra diversas enfermedades parasitarias. Para su tesis doctoral, Chaccour trabajó en un implante de silicona que libera lentamente ivermectina, matando a los mosquitos que se alimentan de la sangre de la persona que lo lleva en su piel. El implante, con forma de cilindro, tiene dos milímetros de diámetro, y se coloca de forma subcutánea en el brazo mediante una jeringa.
En 2013, junto con el doctor José Luis del Pozo, describió por primera vez el caso de un turista afectado por el consumo de un medicamento falso en un país endémico para la malaria. Se estima que en torno a un treinta por ciento de los antipalúdicos que se comercializan pueden ser falsos. La noticia apareció en un artículo en la revista The Lancet.
En 2014 se incorporó como investigador médico al Instituto de Salud Global de Barcelona (ISGlobal), pasando a ser Profesor asistente de investigación en 2017. 
En 2015 se doctoró en la facultad de Medicina de la Universidad de Navarra, y continuó utilizando la ivermectina como herramienta contra la malaria. "El objetivo de esta técnica clínica es matar a aquellos mosquitos Anopheles, que se alimentan fuera de las viviendas o en horarios no protegidos por mosquiteras, y mantienen la transmisión el parásito que causa la malaria incluso cuando la población tiene buen acceso a redes mosquiteras".
En mayo de 2020, la Clínica Universidad de Navarra y el Instituto de Salud Global de Barcelona (ISGlobal) realizaron un ensayo clínico para investigar la eficacia de la ivermectina en la discriminación de la transmisión de COVID-19, mostrando que no había beneficios clínicos significativos. Durante la pandemia ayudó a descubrir el escándalo de Surgisphere y escribió editoriales  y entradas de blog que explicaban el origen del infundado uso de la ivermectina contra el COVID-19 en Latinoamérica y predecían el uso inadecuado de las formulaciones veterinarias, lo que efectivamente sucedió.
Chaccour ha sido co-investigador y Director científico del proyecto BOHEMIA (2019-2025), financiado por la organización internacional Unitaid con 27 millones de dólares americanos, que busca desarrollar ivermectina como el primer endectocida de su clase para reducir la transmisión de la malaria en Kenia y Mozambique.
En el 2025 se incorporó a tiempo completo como investigador en el Navarra Center for International Development del Instituto Cultura y Sociedad de la Universidad de Navarra.